# Mark Robinson (fútbol americano)
Mark Isaiah Robinson (Leesburg, Georgia, 14 de agosto de 1999) más conocido como Mark Robinson, es un jugador profesional estadounidense de fútbol americano que se desempeña en la posición de linebacker en Pittsburgh Steelers, equipo de la National Football League (NFL).

## Carrera
Fue seleccionado en la séptima ronda en la Reunión Anual de Selección de Jugadores de la NFL de 2022. Hizo su debut profesional con el equipo Pittsburgh Steelers, donde lleva jugando dos temporadas.